# Pavel Wohl
Pavel Wohl (* 5. Januar 1942 in Prag, Tschechoslowakei) ist ein ehemaliger tschechoslowakischer Eishockeyspieler und -trainer. Als Trainer wurde er mit dem SB Rosenheim zweimal Deutscher Meister.

## Karriere
Von allen großen tschechischen Trainern, die in der Bundesliga erfolgreich waren, war Pavel Wohl vermutlich der schwächste Eishockeyspieler. Von 1959 bis 1974 war er Torwart bei Tatra Smichov, ASD Dukla Jihlava und Spartak Hradec Králové, die meisten seiner 370 Spiele bestritt er aber für Sparta Prag. Ein paar Spiele durfte er in der B-Nationalmannschaft bestreiten.
Seine große Zeit folgte aber als Trainer.
Er war einer der größten Theoretiker und so lieferte er seine Doktorarbeit zum Thema „Reaktionszeit bei Torhütern“ ab. Bis 1980 trainierte er neben VTZ Chomutov und HC Sparta Prag auch die tschechoslowakische Juniorennationalmannschaft. 1980 übernahm er den SB Rosenheim. Hier half ihm sein Wissen, die Mannschaft nicht mit Härte, sondern mit Überzeugung zu führen. Er hatte maßgeblichen Anteil am Aufstieg von Karl Friesen zu einem Weltklassespieler. 1982 holte er mit den Rosenheimern die deutsche Meisterschaft noch überraschend, der zweite Titelgewinn 1985 durfte schon eher erwartet werden. Nach dem zweiten Erfolg wurde er zurück in die CSSR gerufen. Er trainierte drei weitere Jahre HC Sparta Prag, bevor er 1988 die tschechoslowakische Eishockeynationalmannschaft als Cheftrainer übernahm. Zweimal führte er das Team zu einer Weltmeisterschaftsbronzemedaille. Nach einem kurzen Aufenthalt beim Zürcher SC kehrte er wieder zu HC Sparta Prag zurück und gewann mit dem Team 1993 die Meisterschaft. Vier Mal wurde er in seiner Heimat zum Trainer des Jahres gewählt.

## Erfolge und Auszeichnungen
- 1977 Bronzemedaille bei der Junioren-Weltmeisterschaft (als Co-Trainer)
- 1989 Bronzemedaille bei der Weltmeisterschaft (als Trainer)
- 1990 Bronzemedaille bei der Weltmeisterschaft (als Trainer)
- Aufnahme in die Tschechische Eishockey-Ruhmeshalle

## Publikationen
- Co vědět o hokejovém brankáři Olympia, Prag 1974
- Trénink mladých hokejistů Olympia, Prag 1979
- Zásobník cvičení ledního hokeje Olympia, Prag 1976